# E-mulez
E-mulez ou E-Mulez est un magazine bimestriel luxembourgeois, en français, consacré à l'émulation publié en 2004 et 2005. Chaque numéro contenait notamment un « dossier » présentant l'histoire d'une machine (ordinateur ou console), un ou plusieurs tutoriels pour émuler cette machine, ainsi qu'un résumé de ses caractéristiques techniques. Le magazine était vendu avec un cédérom incluant des émulateurs et des images de jeux (roms).

## Liste des numéros
| Numéro | Période                      | "Dossier"       |
| ------ | ---------------------------- | --------------- |
| 1      | juillet / août 2004          | Atari ST,       |
| 2      | octobre / novembre 2004      | Super Nintendo  |
| 3      | décembre 2004 / janvier 2005 | Amiga           |
| 4      | février / mars 2005          | Megadrive       |
| 5      | avril / mai 2005             | Bornes d'arcade |
| 6      | juin / juillet 2005          | Amstrad CPC     |
| 7      | septembre / octobre 2005     | Dreamcast       |
| 8      | décembre 2005 / janvier 2006 | Game Boy        |